# Джейш ібн-Хумаравейх
Абу'л-Аскір Джейш ібн-Хумаравейх ібн-Ахмед ібн-Тулун (*أبو العساكر جيش بن خمارويه بن أحمد بن طولون, бл. 882 — 896) — емір Єгипту та Сирії у січні — листопаді 896 року.

## Життєпис
Походив з династії Тулунідів. Старший син еміра Хумаравейх ібн-Ахмеда. Народився близько 882 року. Після смерті батька у січні 896 року перебрав владу. При ньому значного впливу набув візир Алі ібн Ахмад аль-Мадхара'ї. Фактично керував останній.
Внаслідок інтриг свого візира Джейш ібн-Хумаравейх невдовзі після початку панування наказав стратити свого стрийка Мудара ібн-Ахмеда. Це викликало велике невдоволення знаті та військовиків. Релігійні проповідники закликали до повалення еміра. Внаслідок змови у листопаді того ж року Джейша було повалено й вбито разом з його візиром. Владу було передано братові — Гарун ібн-Хумаравейху.